# Роккабашерана
Роккабашерана (итал. Roccabascerana) — коммуна в Италии, располагается в регионе Кампания, в провинции Авеллино.
Население составляет 2335 человек, плотность населения составляет 195 чел./км². Занимает площадь 12 км². Почтовый индекс — 83016. Телефонный код — 0825.
Покровителями коммуны почитаются святые Георгий, празднование 23 апреля, и Леонард Ноблакский. 